# アレクシー・グレウォール
アレクシー・シン・グレウォール（Alexi Singh Grewal、1960年9月8日 - ）は、アメリカ合衆国、コロラド州・アスペン出身の元自転車競技（ロードレース）選手。
弟はMTBクロスカントリー選手のリッシー・グレウォール。

## 来歴
1984年
- ロサンゼルスオリンピック
  -  個人ロードレース 優勝

1985年、パナソニックと契約を結んでプロ転向。
1986年、セブンイレヴンに移籍。
- ツール・ド・フランス 第17ステージ棄権。
- ツール・ド・ラヴニール 総合3位

1987年、R.M.Oに移籍
- ヴァルカン・ツアー 総合優勝

1988年、クレストに移籍
- レッドランズ・バイシクル・クラシック 総合優勝

1989年、クアーズ・ライトに移籍
1992年
- ブエルタ・デ・ビスビー 総合優勝

1993年、引退

## ドーピング問題
2008年4月16日付のヴェロニュースにおいて、1978年にエフェドリンなどの禁止薬物を使用していたことを告白した。